# 1981年のナショナルリーグチャンピオンシップシリーズ
1981年の野球において、メジャーリーグベースボール（MLB）のポストシーズンは10月6日に開幕した。ナショナルリーグの第13回リーグチャンピオンシップシリーズ（英語: 13th National League Championship Series、以下「リーグ優勝決定戦」と表記）は、13日から19日にかけて計5試合が開催された。その結果、ロサンゼルス・ドジャース（西地区）がモントリオール・エクスポズ（東地区）を3勝2敗で下し、3年ぶり20回目のリーグ優勝および17回目のワールドシリーズ進出を果たした。
この年は、選手会が6月12日から7月31日にかけてストライキを実施したため、レギュラーシーズンがスト前・スト後の2シーズン制となり、東西両地区で前期・後期優勝球団による年間王者決定戦（地区シリーズ）が組まれた。年間成績ではドジャースが西地区2位、エクスポズが東地区2位であり、いずれも例年であればポストシーズン出場を逃す順位だが、両球団とも前期・後期のいずれかを制していたため地区シリーズに進出し、そこからリーグ優勝決定戦出場権を得た。
この年のレギュラーシーズンでは両球団は7試合対戦し、ドジャースが5勝2敗と勝ち越していた。エクスポズはカナダを本拠地とする球団として史上初のリーグ優勝を目指し、今シリーズではシリーズ制覇に先に王手をかけたが、ドジャースが第4戦・第5戦を連勝して逆転した。エクスポズのファンの間では、第5戦での敗戦は "ブルー・マンデイ"（英語: Blue Monday、「憂鬱な月曜日」）と呼ばれる。シリーズMVPには、初戦に先発登板し7.2イニング無失点で勝利投手になるなど、2試合14.2イニングで2勝0敗・防御率0.00という成績を残したドジャースのバート・フートンが選出された。このあとドジャースは、ワールドシリーズでもアメリカンリーグ王者ヤンキースを4勝2敗で下し、16年ぶり5回目の優勝を成し遂げた。

## 試合結果
1981年のナショナルリーグ優勝決定戦は10月13日に開幕し、途中に移動日と雨天順延を挟んで7日間で5試合が行われた。日程・結果は以下の通り。
| 日付                                                     | 試合  | ビジター球団（先攻）       | スコア   | ホーム球団（後攻）         | 開催球場                 | 開催球場                                     |
| -------------------------------------------------------- | ----- | -------------------------- | -------- | -------------------------- | ------------------------ | -------------------------------------------- |
| 10月13日（火）                                           | 第1戦 | モントリオール・エクスポズ | 1－5     | ロサンゼルス・ドジャース   | ドジャー・スタジアム     | ドジャー・スタジアムオリンピック・スタジアム |
| 10月14日（水）                                           | 第2戦 | モントリオール・エクスポズ | 3－0     | ロサンゼルス・ドジャース   | ドジャー・スタジアム     | ドジャー・スタジアムオリンピック・スタジアム |
| 10月15日（木）                                           |       | 移動日                     | 移動日   | 移動日                     |                          | ドジャー・スタジアムオリンピック・スタジアム |
| 10月16日（金）                                           | 第3戦 | ロサンゼルス・ドジャース   | 1－4     | モントリオール・エクスポズ | オリンピック・スタジアム | ドジャー・スタジアムオリンピック・スタジアム |
| 10月17日（土）                                           | 第4戦 | ロサンゼルス・ドジャース   | 7－1     | モントリオール・エクスポズ | オリンピック・スタジアム | ドジャー・スタジアムオリンピック・スタジアム |
| 10月18日（日）                                           | 第5戦 | 雨天順延                   | 雨天順延 | 雨天順延                   | オリンピック・スタジアム | ドジャー・スタジアムオリンピック・スタジアム |
| 10月19日（月）                                           | 第5戦 | ロサンゼルス・ドジャース   | 2－1     | モントリオール・エクスポズ | オリンピック・スタジアム | ドジャー・スタジアムオリンピック・スタジアム |
| 優勝：ロサンゼルス・ドジャース（3勝2敗 / 3年ぶり20度目） |       |                            |          |                            |                          | ドジャー・スタジアムオリンピック・スタジアム |

### 第1戦 10月13日
- ドジャー・スタジアム（アメリカ合衆国カリフォルニア州ロサンゼルス）

|                            | 1 | 2 | 3 | 4 | 5 | 6 | 7 | 8 | 9 | R | H | E |
| -------------------------- | - | - | - | - | - | - | - | - | - | - | - | - |
| モントリオール・エクスポズ | 0 | 0 | 0 | 0 | 0 | 0 | 0 | 0 | 1 | 1 | 9 | 0 |
| ロサンゼルス・ドジャース   | 0 | 2 | 0 | 0 | 0 | 0 | 0 | 3 | X | 5 | 8 | 0 |

1. 勝利：バート・フートン（1勝）
2. 敗戦：ビル・ガリクソン（1敗）
3. 本塁打
LAD：ペドロ・ゲレーロ1号2ラン、マイク・ソーシア1号ソロ
4. 審判
［球審］ポール・プライアー
［塁審］一塁: エリック・グレッグ、二塁: ポール・ランギー、三塁: ダッチ・レナート
［外審］左翼: ハリー・ウェンデルステット、右翼: ジョー・ウェスト
5. 昼間試合  試合時間: 2時間47分  観客: 5万1273人
詳細: MLB.com Gameday / Baseball-Reference.com

| モントリオール・エクスポズ | モントリオール・エクスポズ | モントリオール・エクスポズ | モントリオール・エクスポズ | モントリオール・エクスポズ                                                                                  | ロサンゼルス・ドジャース | ロサンゼルス・ドジャース | ロサンゼルス・ドジャース | ロサンゼルス・ドジャース | ロサンゼルス・ドジャース                                                                          |
| -------------------------- | -------------------------- | -------------------------- | -------------------------- | --- | ------------------------ | ------------------------ | ------------------------ | ------------------------ | ------------------------------------------------------------------------------------------------- |
| 打順                       | 守備                       | 選手                       | 打席                       | B・ガリクソンG・カーターW・クロマティR・スコットL・パリッシュC・スパイアーT・レインズA・ドーソンJ・ホワイト | 打順                     | 守備                     | 選手                     | 打席                     | B・フートンM・ソーシアS・ガービーD・ロープスR・セイB・ラッセルD・ベイカーK・ランドローP・ゲレーロ |
| 1                          | 左                         | T・レインズ                | 両                         | B・ガリクソンG・カーターW・クロマティR・スコットL・パリッシュC・スパイアーT・レインズA・ドーソンJ・ホワイト | 1                        | 二                       | D・ロープス              | 右                       | B・フートンM・ソーシアS・ガービーD・ロープスR・セイB・ラッセルD・ベイカーK・ランドローP・ゲレーロ |
| 2                          | 二                         | R・スコット                | 両                         | B・ガリクソンG・カーターW・クロマティR・スコットL・パリッシュC・スパイアーT・レインズA・ドーソンJ・ホワイト | 2                        | 中                       | K・ランドロー            | 左                       | B・フートンM・ソーシアS・ガービーD・ロープスR・セイB・ラッセルD・ベイカーK・ランドローP・ゲレーロ |
| 3                          | 中                         | A・ドーソン                | 右                         | B・ガリクソンG・カーターW・クロマティR・スコットL・パリッシュC・スパイアーT・レインズA・ドーソンJ・ホワイト | 3                        | 左                       | D・ベイカー              | 右                       | B・フートンM・ソーシアS・ガービーD・ロープスR・セイB・ラッセルD・ベイカーK・ランドローP・ゲレーロ |
| 4                          | 捕                         | G・カーター                | 右                         | B・ガリクソンG・カーターW・クロマティR・スコットL・パリッシュC・スパイアーT・レインズA・ドーソンJ・ホワイト | 4                        | 一                       | S・ガービー              | 右                       | B・フートンM・ソーシアS・ガービーD・ロープスR・セイB・ラッセルD・ベイカーK・ランドローP・ゲレーロ |
| 5                          | 三                         | L・パリッシュ              | 右                         | B・ガリクソンG・カーターW・クロマティR・スコットL・パリッシュC・スパイアーT・レインズA・ドーソンJ・ホワイト | 5                        | 三                       | R・セイ                  | 右                       | B・フートンM・ソーシアS・ガービーD・ロープスR・セイB・ラッセルD・ベイカーK・ランドローP・ゲレーロ |
| 6                          | 一                         | W・クロマティ              | 左                         | B・ガリクソンG・カーターW・クロマティR・スコットL・パリッシュC・スパイアーT・レインズA・ドーソンJ・ホワイト | 6                        | 右                       | P・ゲレーロ              | 右                       | B・フートンM・ソーシアS・ガービーD・ロープスR・セイB・ラッセルD・ベイカーK・ランドローP・ゲレーロ |
| 7                          | 右                         | J・ホワイト                | 両                         | B・ガリクソンG・カーターW・クロマティR・スコットL・パリッシュC・スパイアーT・レインズA・ドーソンJ・ホワイト | 7                        | 捕                       | M・ソーシア              | 左                       | B・フートンM・ソーシアS・ガービーD・ロープスR・セイB・ラッセルD・ベイカーK・ランドローP・ゲレーロ |
| 8                          | 遊                         | C・スパイアー              | 右                         | B・ガリクソンG・カーターW・クロマティR・スコットL・パリッシュC・スパイアーT・レインズA・ドーソンJ・ホワイト | 8                        | 遊                       | B・ラッセル              | 右                       | B・フートンM・ソーシアS・ガービーD・ロープスR・セイB・ラッセルD・ベイカーK・ランドローP・ゲレーロ |
| 9                          | 投                         | B・ガリクソン              | 右                         | B・ガリクソンG・カーターW・クロマティR・スコットL・パリッシュC・スパイアーT・レインズA・ドーソンJ・ホワイト | 9                        | 投                       | B・フートン              | 右                       | B・フートンM・ソーシアS・ガービーD・ロープスR・セイB・ラッセルD・ベイカーK・ランドローP・ゲレーロ |
| 先発投手                   | 先発投手                   | 先発投手                   | 投球                       | B・ガリクソンG・カーターW・クロマティR・スコットL・パリッシュC・スパイアーT・レインズA・ドーソンJ・ホワイト | 先発投手                 | 先発投手                 | 先発投手                 | 投球                     | B・フートンM・ソーシアS・ガービーD・ロープスR・セイB・ラッセルD・ベイカーK・ランドローP・ゲレーロ |
| B・ガリクソン              | B・ガリクソン              | B・ガリクソン              | 右                         | B・ガリクソンG・カーターW・クロマティR・スコットL・パリッシュC・スパイアーT・レインズA・ドーソンJ・ホワイト | B・フートン              | B・フートン              | B・フートン              | 右                       | B・フートンM・ソーシアS・ガービーD・ロープスR・セイB・ラッセルD・ベイカーK・ランドローP・ゲレーロ |

2回裏、ドジャースは先頭打者スティーブ・ガービーが左前打で出塁し、5番ロン・セイに打順をまわす。セイは9月9日の試合で左手首に死球を受けて骨折し、当初はギプスを外すのに5週間かかると診断されたが、回復具合が想定より早かったため3週間でギプスを外し、この試合で復帰した。セイは二塁打でガービーを生還させ、ドジャースに先制点をもたらした。さらに一死後、7番マイク・ソーシアが中前打で一・三塁と好機を広げ、8番ビル・ラッセルがスクイズを決めて2点目を奪った。その後、エクスポズの先発投手ビル・ガリクソンは相手に追加点を許さず、その一方でドジャースの先発投手バート・フートンも無失点のまま、試合は2－0で7回を終えた。
8回表、フートンは一死から1番ティム・レインズに左前打で出塁されて降板、2番手ボブ・ウェルチが後続を断った。その裏、エクスポズはガリクソンに代えてジェフ・リアドンを登板させた。リアドンは二死をとったあと、5番セイを中前打で出塁させる。ここでドジャースは、次打者ペドロ・ゲレーロが2球目を本塁打として2点を追加、7番ソーシアもソロ本塁打で続き、この回3点を加えてエクスポズを突き放した。9回表、エクスポズは先頭打者ゲイリー・カーターと次打者ラリー・パリッシュの連続二塁打で1点を返した。ドジャースはウェルチからスティーヴ・ハウへ継投、ハウは6番ウォーレン・クロマティの中前打で無死一・三塁と危機を広げた。しかしハウは7番ジェリー・ホワイトを二飛、8番クリス・スパイアーを遊ゴロ併殺に打ち取って試合を締めた。この日のエクスポズ打線は、最後のスパイアーのものを含め4併殺を喫した。

### 第2戦 10月14日
- ドジャー・スタジアム（アメリカ合衆国カリフォルニア州ロサンゼルス）

|                            | 1 | 2 | 3 | 4 | 5 | 6 | 7 | 8 | 9 | R | H  | E |
| -------------------------- | - | - | - | - | - | - | - | - | - | - | -- | - |
| モントリオール・エクスポズ | 0 | 2 | 0 | 0 | 0 | 1 | 0 | 0 | 0 | 3 | 10 | 1 |
| ロサンゼルス・ドジャース   | 0 | 0 | 0 | 0 | 0 | 0 | 0 | 0 | 0 | 0 | 5  | 1 |

1. 勝利：レイ・バリス（1勝）
2. 敗戦：フェルナンド・バレンズエラ（1敗）
3. 審判
［球審］エリック・グレッグ
［塁審］一塁: ポール・ランギー、二塁: ダッチ・レナート、三塁: ハリー・ウェンデルステット
［外審］左翼: ジョー・ウェスト、右翼: ポール・プライアー
4. 昼間試合  試合時間: 2時間48分  観客: 5万3463人
詳細: MLB.com Gameday / Baseball-Reference.com

| モントリオール・エクスポズ | モントリオール・エクスポズ | モントリオール・エクスポズ | モントリオール・エクスポズ | モントリオール・エクスポズ                                                                              | ロサンゼルス・ドジャース | ロサンゼルス・ドジャース | ロサンゼルス・ドジャース | ロサンゼルス・ドジャース | ロサンゼルス・ドジャース                                                                              |
| -------------------------- | -------------------------- | -------------------------- | -------------------------- | --- | ------------------------ | ------------------------ | ------------------------ | ------------------------ | --- |
| 打順                       | 守備                       | 選手                       | 打席                       | R・バリスG・カーターW・クロマティR・スコットL・パリッシュC・スパイアーT・レインズA・ドーソンJ・ホワイト | 打順                     | 守備                     | 選手                     | 打席                     | F・バレンズエラM・ソーシアS・ガービーD・ロープスR・セイB・ラッセルD・ベイカーK・ランドローP・ゲレーロ |
| 1                          | 左                         | T・レインズ                | 両                         | R・バリスG・カーターW・クロマティR・スコットL・パリッシュC・スパイアーT・レインズA・ドーソンJ・ホワイト | 1                        | 二                       | D・ロープス              | 右                       | F・バレンズエラM・ソーシアS・ガービーD・ロープスR・セイB・ラッセルD・ベイカーK・ランドローP・ゲレーロ |
| 2                          | 二                         | R・スコット                | 両                         | R・バリスG・カーターW・クロマティR・スコットL・パリッシュC・スパイアーT・レインズA・ドーソンJ・ホワイト | 2                        | 中                       | K・ランドロー            | 左                       | F・バレンズエラM・ソーシアS・ガービーD・ロープスR・セイB・ラッセルD・ベイカーK・ランドローP・ゲレーロ |
| 3                          | 中                         | A・ドーソン                | 右                         | R・バリスG・カーターW・クロマティR・スコットL・パリッシュC・スパイアーT・レインズA・ドーソンJ・ホワイト | 3                        | 左                       | D・ベイカー              | 右                       | F・バレンズエラM・ソーシアS・ガービーD・ロープスR・セイB・ラッセルD・ベイカーK・ランドローP・ゲレーロ |
| 4                          | 捕                         | G・カーター                | 右                         | R・バリスG・カーターW・クロマティR・スコットL・パリッシュC・スパイアーT・レインズA・ドーソンJ・ホワイト | 4                        | 一                       | S・ガービー              | 右                       | F・バレンズエラM・ソーシアS・ガービーD・ロープスR・セイB・ラッセルD・ベイカーK・ランドローP・ゲレーロ |
| 5                          | 三                         | L・パリッシュ              | 右                         | R・バリスG・カーターW・クロマティR・スコットL・パリッシュC・スパイアーT・レインズA・ドーソンJ・ホワイト | 5                        | 三                       | R・セイ                  | 右                       | F・バレンズエラM・ソーシアS・ガービーD・ロープスR・セイB・ラッセルD・ベイカーK・ランドローP・ゲレーロ |
| 6                          | 右                         | J・ホワイト                | 両                         | R・バリスG・カーターW・クロマティR・スコットL・パリッシュC・スパイアーT・レインズA・ドーソンJ・ホワイト | 6                        | 右                       | P・ゲレーロ              | 右                       | F・バレンズエラM・ソーシアS・ガービーD・ロープスR・セイB・ラッセルD・ベイカーK・ランドローP・ゲレーロ |
| 7                          | 一                         | W・クロマティ              | 左                         | R・バリスG・カーターW・クロマティR・スコットL・パリッシュC・スパイアーT・レインズA・ドーソンJ・ホワイト | 7                        | 捕                       | M・ソーシア              | 左                       | F・バレンズエラM・ソーシアS・ガービーD・ロープスR・セイB・ラッセルD・ベイカーK・ランドローP・ゲレーロ |
| 8                          | 遊                         | C・スパイアー              | 右                         | R・バリスG・カーターW・クロマティR・スコットL・パリッシュC・スパイアーT・レインズA・ドーソンJ・ホワイト | 8                        | 遊                       | B・ラッセル              | 右                       | F・バレンズエラM・ソーシアS・ガービーD・ロープスR・セイB・ラッセルD・ベイカーK・ランドローP・ゲレーロ |
| 9                          | 投                         | R・バリス                  | 右                         | R・バリスG・カーターW・クロマティR・スコットL・パリッシュC・スパイアーT・レインズA・ドーソンJ・ホワイト | 9                        | 投                       | F・バレンズエラ          | 左                       | F・バレンズエラM・ソーシアS・ガービーD・ロープスR・セイB・ラッセルD・ベイカーK・ランドローP・ゲレーロ |
| 先発投手                   | 先発投手                   | 先発投手                   | 投球                       | R・バリスG・カーターW・クロマティR・スコットL・パリッシュC・スパイアーT・レインズA・ドーソンJ・ホワイト | 先発投手                 | 先発投手                 | 先発投手                 | 投球                     | F・バレンズエラM・ソーシアS・ガービーD・ロープスR・セイB・ラッセルD・ベイカーK・ランドローP・ゲレーロ |
| R・バリス                  | R・バリス                  | R・バリス                  | 右                         | R・バリスG・カーターW・クロマティR・スコットL・パリッシュC・スパイアーT・レインズA・ドーソンJ・ホワイト | F・バレンズエラ          | F・バレンズエラ          | F・バレンズエラ          | 左                       | F・バレンズエラM・ソーシアS・ガービーD・ロープスR・セイB・ラッセルD・ベイカーK・ランドローP・ゲレーロ |

2回表、エクスポズは一死から5番ラリー・パリッシュからの連打で走者を溜め、7番ウォーレン・クロマティの適時二塁打で1点を先制、さらに二死満塁から1番ティム・レインズの右前打でもう1点を加えた。6回表には、一死から3番アンドレ・ドーソンが右前打で出塁し、次打者ゲイリー・カーターが左前打を放つと、これに左翼手ダスティ・ベイカーの失策が絡んでドーソンが一塁から生還、3－0とした。エクスポズの先発投手レイ・バリスはその裏に一死一・三塁と、本塁打が出れば同点の危機を招く。しかし4番スティーブ・ガービーを三ゴロ併殺に打ち取り、これを切り抜けた。バリスはその後も続投し、9回裏一死一・二塁でも6番ペドロ・ゲレーロを遊直併殺に仕留めて完封勝利を挙げた。この年のレギュラーシーズンでドジャース打線と2度対戦した経験から、この日はスライダーやチェンジアップなど変化球の割合を増やしたことが功を奏したという。

### 第3戦 10月16日
- オリンピック・スタジアム（カナダ ケベック州モントリオール）

|                            | 1 | 2 | 3 | 4 | 5 | 6 | 7 | 8 | 9 | R | H | E |
| -------------------------- | - | - | - | - | - | - | - | - | - | - | - | - |
| ロサンゼルス・ドジャース   | 0 | 0 | 0 | 1 | 0 | 0 | 0 | 0 | 0 | 1 | 7 | 0 |
| モントリオール・エクスポズ | 0 | 0 | 0 | 0 | 0 | 4 | 0 | 0 | X | 4 | 7 | 1 |

1. 勝利：スティーブ・ロジャース（1勝）
2. 敗戦：ジェリー・ロイス（1敗）
3. 本塁打
MON：ジェリー・ホワイト1号3ラン
4. 審判
［球審］ポール・ランギー
［塁審］一塁: ダッチ・レナート、二塁: ハリー・ウェンデルステット、三塁: ジョー・ウェスト
［外審］左翼: ポール・プライアー、右翼: エリック・グレッグ
5. 夜間試合  試合時間: 2時間27分  観客: 5万4372人
詳細: MLB.com Gameday / Baseball-Reference.com

| ロサンゼルス・ドジャース | ロサンゼルス・ドジャース | ロサンゼルス・ドジャース | ロサンゼルス・ドジャース | ロサンゼルス・ドジャース                                                                        | モントリオール・エクスポズ | モントリオール・エクスポズ | モントリオール・エクスポズ | モントリオール・エクスポズ | モントリオール・エクスポズ                                                                                  |
| ------------------------ | ------------------------ | ------------------------ | ------------------------ | ----------------------------------------------------------------------------------------------- | -------------------------- | -------------------------- | -------------------------- | -------------------------- | --- |
| 打順                     | 守備                     | 選手                     | 打席                     | J・ロイスM・ソーシアS・ガービーD・ロープスR・セイB・ラッセルD・ベイカーK・ランドローP・ゲレーロ | 打順                       | 守備                       | 選手                       | 打席                       | S・ロジャースG・カーターW・クロマティR・スコットL・パリッシュC・スパイアーT・レインズA・ドーソンJ・ホワイト |
| 1                        | 二                       | D・ロープス              | 右                       | J・ロイスM・ソーシアS・ガービーD・ロープスR・セイB・ラッセルD・ベイカーK・ランドローP・ゲレーロ | 1                          | 左                         | T・レインズ                | 両                         | S・ロジャースG・カーターW・クロマティR・スコットL・パリッシュC・スパイアーT・レインズA・ドーソンJ・ホワイト |
| 2                        | 中                       | K・ランドロー            | 左                       | J・ロイスM・ソーシアS・ガービーD・ロープスR・セイB・ラッセルD・ベイカーK・ランドローP・ゲレーロ | 2                          | 二                         | R・スコット                | 両                         | S・ロジャースG・カーターW・クロマティR・スコットL・パリッシュC・スパイアーT・レインズA・ドーソンJ・ホワイト |
| 3                        | 左                       | D・ベイカー              | 右                       | J・ロイスM・ソーシアS・ガービーD・ロープスR・セイB・ラッセルD・ベイカーK・ランドローP・ゲレーロ | 3                          | 中                         | A・ドーソン                | 右                         | S・ロジャースG・カーターW・クロマティR・スコットL・パリッシュC・スパイアーT・レインズA・ドーソンJ・ホワイト |
| 4                        | 一                       | S・ガービー              | 右                       | J・ロイスM・ソーシアS・ガービーD・ロープスR・セイB・ラッセルD・ベイカーK・ランドローP・ゲレーロ | 4                          | 捕                         | G・カーター                | 右                         | S・ロジャースG・カーターW・クロマティR・スコットL・パリッシュC・スパイアーT・レインズA・ドーソンJ・ホワイト |
| 5                        | 三                       | R・セイ                  | 右                       | J・ロイスM・ソーシアS・ガービーD・ロープスR・セイB・ラッセルD・ベイカーK・ランドローP・ゲレーロ | 5                          | 三                         | L・パリッシュ              | 右                         | S・ロジャースG・カーターW・クロマティR・スコットL・パリッシュC・スパイアーT・レインズA・ドーソンJ・ホワイト |
| 6                        | 右                       | P・ゲレーロ              | 右                       | J・ロイスM・ソーシアS・ガービーD・ロープスR・セイB・ラッセルD・ベイカーK・ランドローP・ゲレーロ | 6                          | 右                         | J・ホワイト                | 両                         | S・ロジャースG・カーターW・クロマティR・スコットL・パリッシュC・スパイアーT・レインズA・ドーソンJ・ホワイト |
| 7                        | 捕                       | M・ソーシア              | 左                       | J・ロイスM・ソーシアS・ガービーD・ロープスR・セイB・ラッセルD・ベイカーK・ランドローP・ゲレーロ | 7                          | 一                         | W・クロマティ              | 左                         | S・ロジャースG・カーターW・クロマティR・スコットL・パリッシュC・スパイアーT・レインズA・ドーソンJ・ホワイト |
| 8                        | 遊                       | B・ラッセル              | 右                       | J・ロイスM・ソーシアS・ガービーD・ロープスR・セイB・ラッセルD・ベイカーK・ランドローP・ゲレーロ | 8                          | 遊                         | C・スパイアー              | 右                         | S・ロジャースG・カーターW・クロマティR・スコットL・パリッシュC・スパイアーT・レインズA・ドーソンJ・ホワイト |
| 9                        | 投                       | J・ロイス                | 左                       | J・ロイスM・ソーシアS・ガービーD・ロープスR・セイB・ラッセルD・ベイカーK・ランドローP・ゲレーロ | 9                          | 投                         | S・ロジャース              | 右                         | S・ロジャースG・カーターW・クロマティR・スコットL・パリッシュC・スパイアーT・レインズA・ドーソンJ・ホワイト |
| 先発投手                 | 先発投手                 | 先発投手                 | 投球                     | J・ロイスM・ソーシアS・ガービーD・ロープスR・セイB・ラッセルD・ベイカーK・ランドローP・ゲレーロ | 先発投手                   | 先発投手                   | 先発投手                   | 投球                       | S・ロジャースG・カーターW・クロマティR・スコットL・パリッシュC・スパイアーT・レインズA・ドーソンJ・ホワイト |
| J・ロイス                | J・ロイス                | J・ロイス                | 左                       | J・ロイスM・ソーシアS・ガービーD・ロープスR・セイB・ラッセルD・ベイカーK・ランドローP・ゲレーロ | S・ロジャース              | S・ロジャース              | S・ロジャース              | 右                         | S・ロジャースG・カーターW・クロマティR・スコットL・パリッシュC・スパイアーT・レインズA・ドーソンJ・ホワイト |

4回表、ドジャースは先頭打者ダスティ・ベイカーからの連打で無死一・三塁とし、5番ロン・セイの三ゴロでベイカーが生還して1点を先制した。ドジャースの先発投手ジェリー・ロイスはその裏、二死一・三塁とされたものの6番ジェリー・ホワイトを左飛に打ち取り、無失点で凌いだ。6回裏、エクスポズは二死後に3番アンドレ・ドーソンが中前打で出塁し、4番ゲイリー・カーターが四球で歩いて一・二塁と、再び走者を得点圏へ進める。ここでまず5番ラリー・パリッシュが初球を左前へ運んでドーソンを還すと、続くホワイトは3点本塁打を放ち、エクスポズがこの回4得点で試合をひっくり返した。ホワイトは、それまで低目に来ていたロイスの投球が、この打席では高目に浮いていたと指摘する。ロイスは8回表、自らの打順で代打を送られて降板した。
試合展開がエクスポズ優位に転じ、地元ファンは非公式球団応援歌『ゆかいに歩けば』を歌い始めるなど盛り上がりを見せた。エクスポズの先発投手スティーブ・ロジャースは1失点のまま投げ続け、9回表に無死一・二塁の危機を招いた。しかし6番ペドロ・ゲレーロを三ゴロ併殺、7番マイク・ソーシアを見逃し三振に仕留めてドジャースの追い上げを断ち切り、完投勝利を挙げた。これにより、エクスポズが球団創設13年目で初のリーグ優勝に王手をかけた。

### 第4戦 10月17日
- オリンピック・スタジアム（カナダ ケベック州モントリオール）

|                            | 1 | 2 | 3 | 4 | 5 | 6 | 7 | 8 | 9 | R | H  | E |
| -------------------------- | - | - | - | - | - | - | - | - | - | - | -- | - |
| ロサンゼルス・ドジャース   | 0 | 0 | 1 | 0 | 0 | 0 | 0 | 2 | 4 | 7 | 12 | 1 |
| モントリオール・エクスポズ | 0 | 0 | 0 | 1 | 0 | 0 | 0 | 0 | 0 | 1 | 5  | 1 |

1. 勝利：バート・フートン（2勝）
2. 敗戦：ビル・ガリクソン（2敗）
3. 本塁打
LAD：スティーブ・ガービー2号2ラン
4. 審判
［球審］ダッチ・レナート
［塁審］一塁: ハリー・ウェンデルステット、二塁: ジョー・ウェスト、三塁: ポール・プライアー
［外審］左翼: エリック・グレッグ、右翼: ポール・ランギー
5. 昼間試合  試合時間: 3時間14分  観客: 5万4499人
詳細: MLB.com Gameday / Baseball-Reference.com

| ロサンゼルス・ドジャース | ロサンゼルス・ドジャース | ロサンゼルス・ドジャース | ロサンゼルス・ドジャース | ロサンゼルス・ドジャース                                                                        | モントリオール・エクスポズ | モントリオール・エクスポズ | モントリオール・エクスポズ | モントリオール・エクスポズ | モントリオール・エクスポズ                                                                                  |
| ------------------------ | ------------------------ | ------------------------ | ------------------------ | ----------------------------------------------------------------------------------------------- | -------------------------- | -------------------------- | -------------------------- | -------------------------- | --- |
| 打順                     | 守備                     | 選手                     | 打席                     | B・フートンM・ソーシアS・ガービーD・ロープスR・セイB・ラッセルD・ベイカーP・ゲレーロR・マンデイ | 打順                       | 守備                       | 選手                       | 打席                       | B・ガリクソンG・カーターW・クロマティR・スコットL・パリッシュC・スパイアーT・レインズA・ドーソンJ・ホワイト |
| 1                        | 二                       | D・ロープス              | 右                       | B・フートンM・ソーシアS・ガービーD・ロープスR・セイB・ラッセルD・ベイカーP・ゲレーロR・マンデイ | 1                          | 左                         | T・レインズ                | 両                         | B・ガリクソンG・カーターW・クロマティR・スコットL・パリッシュC・スパイアーT・レインズA・ドーソンJ・ホワイト |
| 2                        | 遊                       | B・ラッセル              | 右                       | B・フートンM・ソーシアS・ガービーD・ロープスR・セイB・ラッセルD・ベイカーP・ゲレーロR・マンデイ | 2                          | 二                         | R・スコット                | 両                         | B・ガリクソンG・カーターW・クロマティR・スコットL・パリッシュC・スパイアーT・レインズA・ドーソンJ・ホワイト |
| 3                        | 左                       | D・ベイカー              | 右                       | B・フートンM・ソーシアS・ガービーD・ロープスR・セイB・ラッセルD・ベイカーP・ゲレーロR・マンデイ | 3                          | 中                         | A・ドーソン                | 右                         | B・ガリクソンG・カーターW・クロマティR・スコットL・パリッシュC・スパイアーT・レインズA・ドーソンJ・ホワイト |
| 4                        | 一                       | S・ガービー              | 右                       | B・フートンM・ソーシアS・ガービーD・ロープスR・セイB・ラッセルD・ベイカーP・ゲレーロR・マンデイ | 4                          | 捕                         | G・カーター                | 右                         | B・ガリクソンG・カーターW・クロマティR・スコットL・パリッシュC・スパイアーT・レインズA・ドーソンJ・ホワイト |
| 5                        | 三                       | R・セイ                  | 右                       | B・フートンM・ソーシアS・ガービーD・ロープスR・セイB・ラッセルD・ベイカーP・ゲレーロR・マンデイ | 5                          | 三                         | L・パリッシュ              | 右                         | B・ガリクソンG・カーターW・クロマティR・スコットL・パリッシュC・スパイアーT・レインズA・ドーソンJ・ホワイト |
| 6                        | 右                       | R・マンデイ              | 左                       | B・フートンM・ソーシアS・ガービーD・ロープスR・セイB・ラッセルD・ベイカーP・ゲレーロR・マンデイ | 6                          | 右                         | J・ホワイト                | 両                         | B・ガリクソンG・カーターW・クロマティR・スコットL・パリッシュC・スパイアーT・レインズA・ドーソンJ・ホワイト |
| 7                        | 中                       | P・ゲレーロ              | 右                       | B・フートンM・ソーシアS・ガービーD・ロープスR・セイB・ラッセルD・ベイカーP・ゲレーロR・マンデイ | 7                          | 一                         | W・クロマティ              | 左                         | B・ガリクソンG・カーターW・クロマティR・スコットL・パリッシュC・スパイアーT・レインズA・ドーソンJ・ホワイト |
| 8                        | 捕                       | M・ソーシア              | 左                       | B・フートンM・ソーシアS・ガービーD・ロープスR・セイB・ラッセルD・ベイカーP・ゲレーロR・マンデイ | 8                          | 遊                         | C・スパイアー              | 右                         | B・ガリクソンG・カーターW・クロマティR・スコットL・パリッシュC・スパイアーT・レインズA・ドーソンJ・ホワイト |
| 9                        | 投                       | B・フートン              | 右                       | B・フートンM・ソーシアS・ガービーD・ロープスR・セイB・ラッセルD・ベイカーP・ゲレーロR・マンデイ | 9                          | 投                         | B・ガリクソン              | 右                         | B・ガリクソンG・カーターW・クロマティR・スコットL・パリッシュC・スパイアーT・レインズA・ドーソンJ・ホワイト |
| 先発投手                 | 先発投手                 | 先発投手                 | 投球                     | B・フートンM・ソーシアS・ガービーD・ロープスR・セイB・ラッセルD・ベイカーP・ゲレーロR・マンデイ | 先発投手                   | 先発投手                   | 先発投手                   | 投球                       | B・ガリクソンG・カーターW・クロマティR・スコットL・パリッシュC・スパイアーT・レインズA・ドーソンJ・ホワイト |
| B・フートン              | B・フートン              | B・フートン              | 右                       | B・フートンM・ソーシアS・ガービーD・ロープスR・セイB・ラッセルD・ベイカーP・ゲレーロR・マンデイ | B・ガリクソン              | B・ガリクソン              | B・ガリクソン              | 右                         | B・ガリクソンG・カーターW・クロマティR・スコットL・パリッシュC・スパイアーT・レインズA・ドーソンJ・ホワイト |

ドジャースは試合前に宿舎を発つとき、敗退が決まってもすぐ出発できるように、荷物をまとめてロビーに置いていくよう選手たちに指示した。しかし選手たちは指示に従わず荷物を各自の部屋に置きっぱなしにし、ダスティ・ベイカーに至ってはワールドシリーズ初戦開催地アメリカ合衆国ニューヨーク州ニューヨークへの航空便の手配までしていた。
3回表、ドジャースは二死後2番ビル・ラッセルが初球に手を出してゴロを放った。しかしこれを三塁手ラリー・パリッシュが悪送球しラッセルが出塁すると、次打者ベイカーは左翼への二塁打でラッセルを生還させ、ドジャースが1点を先制した。4回裏、今度はドジャースが三塁手の失策をきっかけに失点する。一死から4番ゲイリー・カーターのゴロを三塁手ロン・セイが失策してアウトを取れず、これがきっかけで二死一・二塁となったあと、7番ウォーレン・クロマティの左前打で二塁走者カーターが同点のホームを踏んだ。どちらの場面でも走者が得点圏に残っていたが1点どまりに終わり、両先発投手、エクスポズのビル・ガリクソンとドジャースのバート・フートンには自責点がつかなかった。
ガリクソンはこの日、初回から6イニング連続で走者の出塁を許す苦しい投球ながら、6回表には三塁走者ベイカーによる本塁突入を狙ってのタックルを捕手カーターが体を張って止めるなど、味方の守備にも助けられながら1失点のままにとどめた。7回裏に打順がまわるとき「代打を出されるかも」と考えていたが、エクスポズは代打を出さなかった。その7回裏をフートンは三者凡退に封じ、自ら「ここ数登板では一番いい球がいっていた」という好調ぶりで7イニングを3被安打に抑えた。
1－1のまま、エクスポズは8回表もガリクソンに続投させた。ドジャースは一死から3番ベイカーが左前打で出塁すると、続くスティーブ・ガービーが初球を本塁打とし、2点を勝ち越した。投じられたのはスライダーで、ガービーは過去の対戦から「来るのが読めていた」といい、ガリクソンは「外角に曲がりきらなかった」と悔やんだ。ガリクソンは5番セイをストレートの四球で歩かせて降板となった。8回裏、エクスポズも一死一・二塁と好機を作る。だがドジャースはフートンからボブ・ウェルチへ継投し、5番パリッシュと6番ジェリー・ホワイトをアウトにして失点を防いだ。ドジャースは、9回表には相手の救援投手陣3人を打者一巡の攻撃で打ち崩して4点を加え、その裏はスティーヴ・ハウが三者凡退で締めて勝利、シリーズの行方を最終第5戦にもつれ込ませた。
ドジャースの一部選手は、ガービーが勝ち越し本塁打を放った頃から試合終了後のクラブハウスまで『ゆかいに歩けば』を歌っていた。相手球団の非公式応援歌を歌った理由について、リック・マンデイは「バルデリだのバルデラだのと歌われるのにうんざりしてたから、今度はこっちが歌ってやったんだ」という。ガービーは「流れをうちに引き寄せる何かが必要だった。自分の本塁打も大きかったが、9回の攻撃もとても大きかった」と、この勝ち方が翌日の第5戦にも好影響を及ぼすと述べた。

### 第5戦 10月19日
- オリンピック・スタジアム（カナダ ケベック州モントリオール）

|                            | 1 | 2 | 3 | 4 | 5 | 6 | 7 | 8 | 9 | R | H | E |
| -------------------------- | - | - | - | - | - | - | - | - | - | - | - | - |
| ロサンゼルス・ドジャース   | 0 | 0 | 0 | 0 | 1 | 0 | 0 | 0 | 1 | 2 | 6 | 0 |
| モントリオール・エクスポズ | 1 | 0 | 0 | 0 | 0 | 0 | 0 | 0 | 0 | 1 | 3 | 1 |

1. 勝利：フェルナンド・バレンズエラ（1勝1敗）
2. セーブ：ボブ・ウェルチ（1S）
3. 敗戦：スティーブ・ロジャース（1勝1敗）
4. 本塁打
LAD：リック・マンデイ1号ソロ
5. 審判
［球審］ハリー・ウェンデルステット
［塁審］一塁: ジョー・ウェスト、二塁: ポール・プライアー、三塁: エリック・グレッグ
［外審］左翼: ポール・ランギー、右翼: ダッチ・レナート
6. 昼間試合  試合時間: 2時間41分  観客: 3万6491人
詳細: MLB.com Gameday / Baseball-Reference.com

| ロサンゼルス・ドジャース | ロサンゼルス・ドジャース | ロサンゼルス・ドジャース | ロサンゼルス・ドジャース | ロサンゼルス・ドジャース                                                                            | モントリオール・エクスポズ | モントリオール・エクスポズ | モントリオール・エクスポズ | モントリオール・エクスポズ | モントリオール・エクスポズ                                                                              |
| ------------------------ | ------------------------ | ------------------------ | ------------------------ | --------------------------------------------------------------------------------------------------- | -------------------------- | -------------------------- | -------------------------- | -------------------------- | --- |
| 打順                     | 守備                     | 選手                     | 打席                     | F・バレンズエラM・ソーシアS・ガービーD・ロープスR・セイB・ラッセルD・ベイカーP・ゲレーロR・マンデイ | 打順                       | 守備                       | 選手                       | 打席                       | R・バリスG・カーターW・クロマティR・スコットL・パリッシュC・スパイアーT・レインズA・ドーソンJ・ホワイト |
| 1                        | 二                       | D・ロープス              | 右                       | F・バレンズエラM・ソーシアS・ガービーD・ロープスR・セイB・ラッセルD・ベイカーP・ゲレーロR・マンデイ | 1                          | 左                         | T・レインズ                | 両                         | R・バリスG・カーターW・クロマティR・スコットL・パリッシュC・スパイアーT・レインズA・ドーソンJ・ホワイト |
| 2                        | 遊                       | B・ラッセル              | 右                       | F・バレンズエラM・ソーシアS・ガービーD・ロープスR・セイB・ラッセルD・ベイカーP・ゲレーロR・マンデイ | 2                          | 二                         | R・スコット                | 両                         | R・バリスG・カーターW・クロマティR・スコットL・パリッシュC・スパイアーT・レインズA・ドーソンJ・ホワイト |
| 3                        | 左                       | D・ベイカー              | 右                       | F・バレンズエラM・ソーシアS・ガービーD・ロープスR・セイB・ラッセルD・ベイカーP・ゲレーロR・マンデイ | 3                          | 中                         | A・ドーソン                | 右                         | R・バリスG・カーターW・クロマティR・スコットL・パリッシュC・スパイアーT・レインズA・ドーソンJ・ホワイト |
| 4                        | 一                       | S・ガービー              | 右                       | F・バレンズエラM・ソーシアS・ガービーD・ロープスR・セイB・ラッセルD・ベイカーP・ゲレーロR・マンデイ | 4                          | 捕                         | G・カーター                | 右                         | R・バリスG・カーターW・クロマティR・スコットL・パリッシュC・スパイアーT・レインズA・ドーソンJ・ホワイト |
| 5                        | 三                       | R・セイ                  | 右                       | F・バレンズエラM・ソーシアS・ガービーD・ロープスR・セイB・ラッセルD・ベイカーP・ゲレーロR・マンデイ | 5                          | 三                         | L・パリッシュ              | 右                         | R・バリスG・カーターW・クロマティR・スコットL・パリッシュC・スパイアーT・レインズA・ドーソンJ・ホワイト |
| 6                        | 右                       | R・マンデイ              | 左                       | F・バレンズエラM・ソーシアS・ガービーD・ロープスR・セイB・ラッセルD・ベイカーP・ゲレーロR・マンデイ | 6                          | 右                         | J・ホワイト                | 両                         | R・バリスG・カーターW・クロマティR・スコットL・パリッシュC・スパイアーT・レインズA・ドーソンJ・ホワイト |
| 7                        | 中                       | P・ゲレーロ              | 右                       | F・バレンズエラM・ソーシアS・ガービーD・ロープスR・セイB・ラッセルD・ベイカーP・ゲレーロR・マンデイ | 7                          | 一                         | W・クロマティ              | 左                         | R・バリスG・カーターW・クロマティR・スコットL・パリッシュC・スパイアーT・レインズA・ドーソンJ・ホワイト |
| 8                        | 捕                       | M・ソーシア              | 左                       | F・バレンズエラM・ソーシアS・ガービーD・ロープスR・セイB・ラッセルD・ベイカーP・ゲレーロR・マンデイ | 8                          | 遊                         | C・スパイアー              | 右                         | R・バリスG・カーターW・クロマティR・スコットL・パリッシュC・スパイアーT・レインズA・ドーソンJ・ホワイト |
| 9                        | 投                       | F・バレンズエラ          | 左                       | F・バレンズエラM・ソーシアS・ガービーD・ロープスR・セイB・ラッセルD・ベイカーP・ゲレーロR・マンデイ | 9                          | 投                         | R・バリス                  | 右                         | R・バリスG・カーターW・クロマティR・スコットL・パリッシュC・スパイアーT・レインズA・ドーソンJ・ホワイト |
| 先発投手                 | 先発投手                 | 先発投手                 | 投球                     | F・バレンズエラM・ソーシアS・ガービーD・ロープスR・セイB・ラッセルD・ベイカーP・ゲレーロR・マンデイ | 先発投手                   | 先発投手                   | 先発投手                   | 投球                       | R・バリスG・カーターW・クロマティR・スコットL・パリッシュC・スパイアーT・レインズA・ドーソンJ・ホワイト |
| F・バレンズエラ          | F・バレンズエラ          | F・バレンズエラ          | 左                       | F・バレンズエラM・ソーシアS・ガービーD・ロープスR・セイB・ラッセルD・ベイカーP・ゲレーロR・マンデイ | R・バリス                  | R・バリス                  | R・バリス                  | 右                         | R・バリスG・カーターW・クロマティR・スコットL・パリッシュC・スパイアーT・レインズA・ドーソンJ・ホワイト |

第5戦は当初、18日・日曜日の昼間に行われる予定だった。オリンピック・スタジアムには、カナダ首相ピエール・トルドーと前首相で野党・進歩保守党党首のジョー・クラーク、さらには連邦を構成する全10州のうち6州の州首相も観戦に訪れていた。アイスホッケー・NHLのモントリオール・カナディアンズOBモーリス・リシャールによる始球式も実施されたが、雨により試合が始められないまま時間が過ぎてゆき、3時間半後に翌19日・月曜日への順延が決まった。翌日、試合は平日の昼間に寒空の下で行われ、観衆は3万6491人と、2日前（5万4499人）の3分の2ほどに減った。エクスポズの第3戦先発投手スティーブ・ロジャースは、先発登板の2日後に投球練習を行う調整スケジュールを組んでいたことから、第5戦の救援登板も可能だとチームに申し出た。
エクスポズの先発投手レイ・バリスは初回表、一死から2番ビル・ラッセルの三塁打で危機を招くも、後続を内野ゴロに打ち取って凌ぐ。その裏、エクスポズは先頭打者ティム・レインズが二塁打で出塁すると、2番ロドニー・スコットが犠牲バントを試みる。ドジャースの先発投手フェルナンド・バレンズエラによる打球処理が野手選択となってオールセーフとなり、エクスポズは無死一・三塁と好機を迎える。3番アンドレ・ドーソンは二ゴロ併殺に打ち取られたものの、三塁走者レインズが生還してエクスポズが先制点を奪った。5回表、ドジャースは先頭打者リック・マンデイが中前打で出塁後、今シリーズ不振の7番ペドロ・ゲレーロにヒットエンドランを指示して成功させ、一・三塁とする。バリスの暴投も絡んで一死二・三塁なったあと、9番バレンズエラの二ゴロの間に三塁走者マンデイが同点のホームを踏んだ。もし暴投がなければ、この二ゴロは併殺でイニング終了になっていたかもしれない打球だった。その後、バリスとバレンズエラは互いに勝ち越し点を許さず、試合は1－1のまま進んでいった。
エクスポズは、8回裏に9番バリスの打順で代打ティム・ウォーラックを起用し、9回表に2番手投手としてロジャースをマウンドへ送った。ロジャースは、バリスが序盤で崩れた場合の登板も想定していたためウォーミングアップのタイミングがつかめず、本人曰く「アドレナリンが出過ぎた状態」での登板となって投球フォームを崩していた。それでも4番スティーブ・ガービーは二ゴロ、5番ロン・セイは左飛に打ち取る。6番マンデイに対しては3ボール1ストライクとなり、次打者が今シリーズ不振の7番ゲレーロだったことから、ロジャースは5球目に与四球覚悟で外角低めを狙ったが、これが高めに浮いた。マンデイがこれを捉えると、バックスクリーンへ飛び込む勝ち越しのソロ本塁打となった。マンデイは打球を見失い、中堅手ドーソンの動きを見ながら「高く上がりすぎた、これは捕られるわ」「もしかしてフェンス直撃かな」「フェンス直撃なら三塁まで行けるかも」などと考えていたという。その裏、バレンズエラは二死から連続与四球で同点の走者を二塁に、逆転サヨナラの走者を一塁に背負う。ここでドジャースはボブ・ウェルチに継投、ウェルチは6番ジェリー・ホワイトを1球で二ゴロに仕留めて試合を締めた。これによりドジャースが1勝2敗から逆転でリーグ優勝を果たし、ワールドシリーズへ駒を進めた。
ワールドシリーズは翌20日に、アメリカ合衆国ニューヨーク州ニューヨークで初戦が行われる。今シリーズ第5戦が雨天順延となったことで、ワールドシリーズ初戦との間に1日設けられていた移動日がなくなった。ドジャース一行は試合終了後、カナダのケベック州モントリオールからニューヨークへの飛行機に乗り込み、祝勝会を機内でおこなった。エクスポズのファンは、青（英語: blue）をチームカラーとするドジャースのマンデイ（英語: Monday）に決勝本塁打を浴びて敗れ、月曜日（英語: Monday）に憂鬱な（英語: blue）気分を味わった。そのためこの試合は、ファンの間で "ブルー・マンデイ" （英語: Blue Monday、「憂鬱な月曜日」）と呼ばれるようになった。